# Fernströmska monumentet
Fernströmska monumentet är en tidigare reklampelare i granit för A.K. Fernströms Granitindustrier i Karlshamn.
Företagets grundare, Alfred Kofoed Fernström, tog själv före sin död 1912 initiativ till att företaget skulle representeras på Baltiska utställningen i Malmö 1914. Företaget lät utföra ett monument, som visade, och gjorde reklam för, de stensorter som Fernströms bröt och marknadsförde. I monumentet, som vägde 28 ton, ingick som varuprov polerade skivor av elva olika varianter av granit och diabas.
Efter utställningen monterades monumentet ned i Malmö och sattes åter upp vid familjen Fernströms Villa Sternö på Sternö, där det fanns till 1960-talet. Senare har det varit placerat vid Sternö reningsverk. År 2016 flyttades monumentet och sattes upp intill Mieån på Meyers plan, Prinsgatan 374, i Karlshamn.